# Don't Break My Heart (La Toya Jackson)
Don't Break My Heart è un singolo della cantautrice e ballerina statunitense LaToya Jackson pubblicato nel 1998, che contiene un rap e dei cori di Tom Beser.

## Descrizione
Avendo LaToya Jackson recentemente divorziato, decise di abbandonare il progetto prima della sua completa realizzazione e Beser, allora, pubblicò e promosse ciò che del disco era già stato ultimato al programma televisivo tedesco Arabella. 
La cantante ritornò poi nelle classifiche statunitensi con il singolo Just Wanna Dance nel 2004.

## Tracce
CD Maxi 5"
1. Don't Break My Heart (Radio Dance Mix) – 4:07
2. Don't Break My Heart (Ultimative Dance Mix)
3. Don't Break My Heart (Ballad Mix) – 3:35
4. Don't Break My Heart (Unplugged Mix) – 3:20
5. Don't Break My Heart (Slow Mix) – 3:56
6. Don't Break My Heart (Maharaja Club Mix) – 5:26
7. Don't Break My Heart (Extended Fox Mix) – 5:27
8. La Toya's Personal Message – 0:28